# Silvana Meixner
Silvana Meixner (* 16. März 1958 in Split, Jugoslawien, heute Kroatien) war bis 2023 Mitarbeiterin der ORF-Minderheitenredaktion und Präsentatorin der Fernsehsendung Heimat, fremde Heimat.

## Leben
Nach ihrer Matura studierte sie in Zadar Soziologie und Pädagogik. In Split absolvierte sie anschließend ein Wirtschaftskolleg. 
Seit 1986 lebt die Mutter eines Sohns in Wien und arbeitete von 1988 bis 2023 beim Österreichischen Rundfunk, wo sie am Aufbau der Minderheitenredaktion beteiligt war. Gemeinsam mit Marin Berlakovich moderierte sie die Fernsehsendung Heimat, fremde Heimat.
Am 3. Dezember 1993 wurde sie durch eine Briefbombe des rechtsextremen österreichischen Terroristen Franz Fuchs verletzt.
Im Juli 2023 ging Meixner in Pension.

## Auszeichnungen
- 2019: Ari-Rath-Preis für kritischen Journalismus[3][4]
- 2021: Wiener Journalistinnenpreis[5]
- 2024: Silbernes Ehrenzeichen für Verdienste um die Republik Österreich[6]